# ۱۱ خرس کوچک

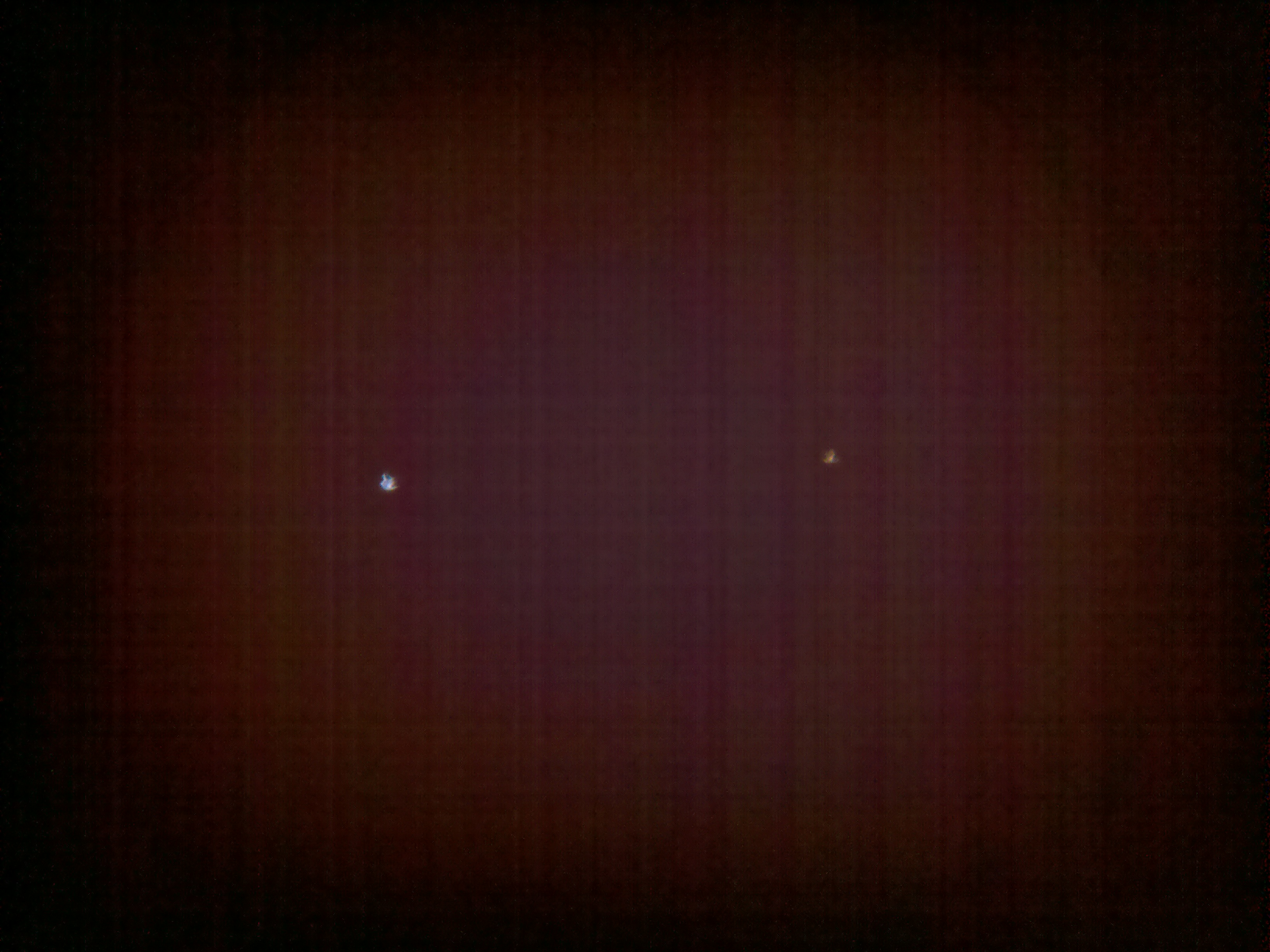
نمایی از گاما خرس بزرگ و ۱۱ خرس کوچک، ستارهٔ کم‌نور سمت راست، ۱۱ خرس کوچک است. – ۲۰۱۱

۱۱ خرس کوچک یا فرقد اصغر (به انگلیسی: Pherkad Minor) یک ستاره است که در صورت فلکی خرس کوچک قرار دارد.